# ユーリ・アーロノヴィチ
ユーリ・ミハイロヴィチ・アーロノヴィチ（ロシア語: Юрий Михайлович Аронович, 英語: Yuri Mikhaylovich Ahronovitch, 1932年5月13日 – 2002年10月31日）はソ連出身のイスラエルの指揮者。日本では、タマーシュ・ヴァーシャーリのピアノと共演したラフマニノフのピアノ協奏曲全集の録音で知られる。

## 経歴
レニングラードに生まれ、4歳でヴァイオリンの学習を開始。1954年にレニングラード音楽院指揮科を修了。ナタン・ラフリンとクルト・ザンデルリングに師事する。その後はロシアの主要なオーケストラに招かれて、レニングラード・フィルハーモニー交響楽団やボリショイ劇場管弦楽団などを指揮した。
1964年に第2のモスクワ放送交響楽団の首席指揮者に任命され、1972年にイスラエルに亡命するまでその地位にとどまった。ソ連脱出後は直ちに指揮者として各地に客演し、イスラエル・フィルハーモニー管弦楽団やロンドン交響楽団、ウィーン交響楽団、読売日本交響楽団、ミラノ・スカラ座管弦楽団などと共演した。
1975年より1986年までケルン・ギュルツェニヒ管弦楽団の、1982年から1987年までストックホルム・フィルハーモニー管弦楽団の首席指揮者に就任。ロンドン交響楽団、ウィーン交響楽団、ストックホルム・フィルハーモニー管弦楽団とは、数々の初録音も残している。
同時にオペラ指揮者としても活躍し、ロンドン・コヴェントガーデン歌劇場やシカゴ・リリック・オペラ、ストックホルム王立歌劇場、ケルン歌劇場、バイエルン州立歌劇場（ミュンヘン）で指揮を執った。
ベルゲン、ブレゲンツ、カナリア諸島、フロリダ州、ロカルノ、ルツェルン、サヴォンリンナ、スポレト、ヴェローナなど、欧米各地の音楽祭にも参加。
1984年よりスウェーデン王立音楽院の教員に加わり、1987年にはスウェーデン国王より受勲する。1988年にはイェルサレムにおいてエッティンガー芸術賞を授与され、イタリアではトリノ大学とラ・スタンパ紙より「1991年度金輪賞（“Arca d'Oro 1991”）」を受賞。
2002年10月にパリ管弦楽団に客演。これが生涯最後の公演となった。